# Azionaria Vercellese Industrie Aeronautiche
La società Azionaria Vercellese Industrie Aeronautiche, già Anonima Vercellese Industria Aeronautica, commercialmente nota con l'acronimo AVIA (o A.V.I.A.), è stata un'azienda aeronautica italiana attiva dagli anni trenta sino alla prima metà degli anni cinquanta.
Fondata nel 1938 da Francis Lombardi ed un gruppo di amici ed imprenditori vercellesi, riscosse il suo maggior successo commerciale nel monomotore da turismo ed addestramento L.3, le cui varianti più recenti rimasero in produzione per diversi anni anche nel dopoguerra.
Durante il conflitto fu protagonista della realizzazione dell'unico aliante ad uso militare concepito nel ruolo di bombardiere a tuffo, l'LM.02, velivolo poi abbandonato nello sviluppo per l'evolversi delle tecnologie di difesa avversarie.
Nel 1953, essendo l'attività di costruzione automobilistica divenuta prevalente, Francis Lombardi decise di chiudere il reparto aeronautico e cedere i macchinari e brevetti AVIA alla friulana Meteor, dell'amico Furio Lauri.